# Emil Čermák

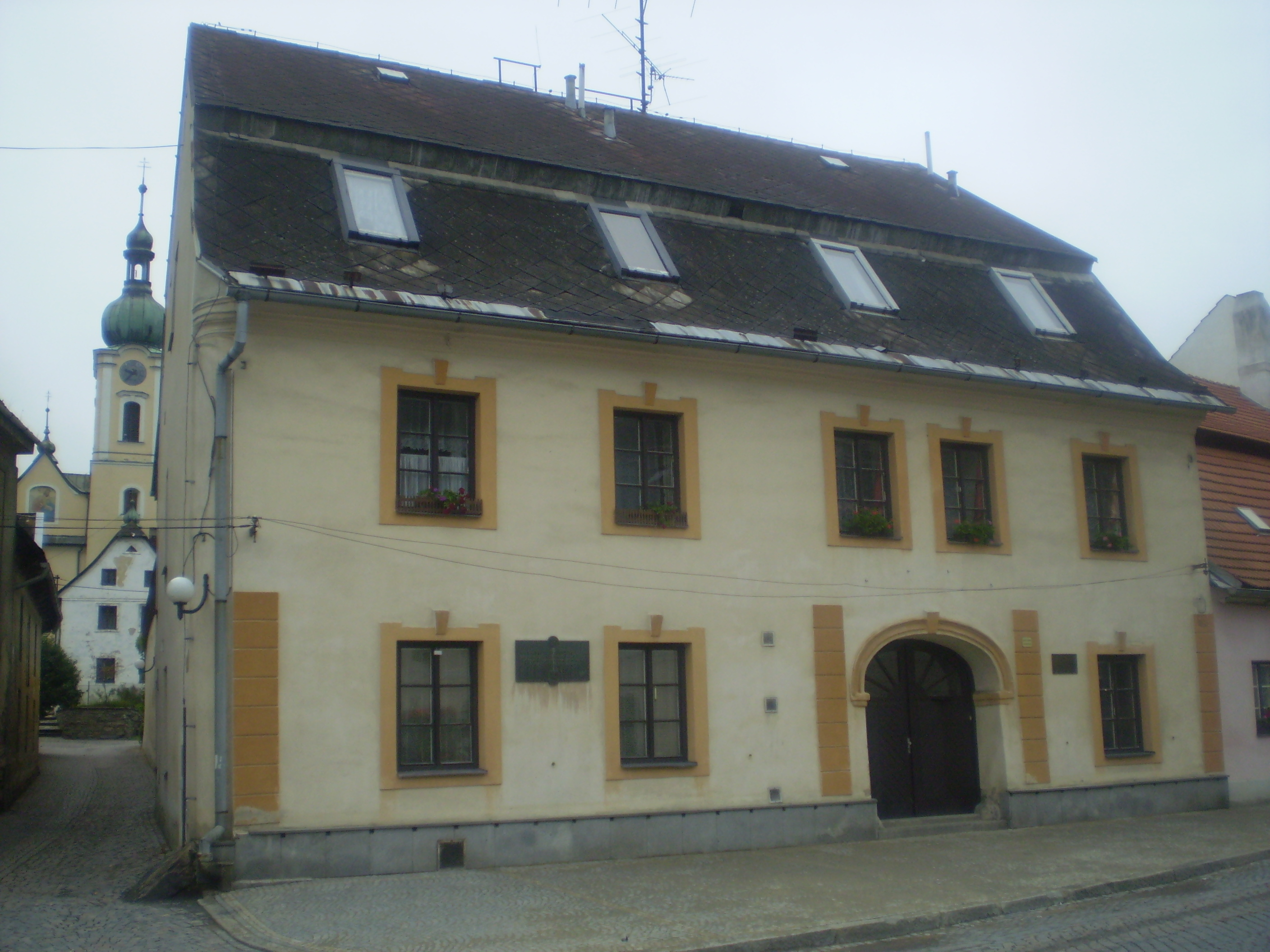
Dům U Slunce

JUDr. Emil Čermák (14. září 1902 Jimramov – 4. května 1963 Brno) byl český právník a spisovatel.

## Život
Emil Čermák se narodil v domě čp. 71 (dům U Slunce) a byl pokračovatelem starobylého rodu. Obecnou školu vystudoval v Jimramově, v září 1913 nastoupil na gymnázium v Brně, kde v roce 1921 odmaturoval. Poté vystudoval právnickou fakultu Masarykovy univerzity, kde byl 20. listopadu 1925 odpromován na doktora veškerých práv. Dne 1. prosince dostal místo u soudu v Brně, ale kvůli vojenské službě musel práci přerušit. V říjnu 1926 nastoupil k dělostřelectvu. Během té doby a půl roku poté pracoval u soudu v Uherském Hradišti. Následně se vrátil do Brna, kde působil u řady soudů. V roce 1949 byl pro své zkušenosti jmenován náměstkem generálního prokurátora v Praze, kde zůstal do roku 1955. V tom roce bylo vyhověno jeho žádostem o návrat do Brna, kde v září 1962 ukončil svou právnickou dráhu. Zemřel v nemocnici u sv. Anny v Brně po krátké nemoci v roce 1963.
Jeho velkým koníčkem bylo studium historie Jimramova. Řadu let studoval archivní materiály, nacházející se v Moravském zemském archivu v Brně. Zjištěné skutečnosti poté zapsal do studie o osidlování území na horním toku Svratky, kterou podle znaku pánů z Pernštejna pojmenoval "Zubří země". Tím vytvořil nejobsáhlejší historickou práci o Jimramovsku a zároveň také podrobnou kroniku Jimramova. Tato publikace dostala název Kronika Zubří země. Kromě toho sepsal řadu studií a článků o historii kraje, které otiskli v regionálním tisku. Tím se výrazně zasloužil o popularizaci Jimramova.
Další jeho velkou zálibou byla latina a řečtina, především pak latinské a řecké básně.

## Literární tvorba
- Kronika Zubří země